# Saint-Symphorien-le-Château
Saint-Symphorien-le-Château è una località appartenente al comune francese di Auneau-Bleury-Saint-Symphorien, situato nel dipartimento dell'Eure-et-Loir nella regione del Centro-Valle della Loira. Fino al 2011 ha costituito un comune autonomo. Dal 1° gennaio 2012 al 31 dicembre 2015 ha formato, assieme a Bleury, il comune di Bleury - Saint-Symphorien, che a sua volta è divenuto comune delegato in seno al nuovo comune di Auneau-Bleury-Saint-Symphorien il 1° gennaio 2016.

## Storia

### Simboli
Il vomere degli antichi aratri evoca l'attività agricola, i covoni di grano su sfondo azzurro rappresentano la regione della Beauce.
Lo stemma era poi stato adottato dal comune di Bleury - Saint-Symphorien tra il 2012 e il 2016.

## Società

### Evoluzione demografica
Abitanti censiti